# Atlanta Tennis Championships 2011 - Qualificazioni singolare
Le qualificazioni del singolare  dell'Atlanta Tennis Championships 2011 sono state un torneo di tennis preliminare per accedere alla fase finale della manifestazione. I vincitori dell'ultimo turno sono entrati di diritto nel tabellone principale. In caso di ritiro di uno o più giocatori aventi diritto a questi sono subentrati i lucky loser, ossia i giocatori che hanno perso nell'ultimo turno ma che avevano una classifica più alta rispetto agli altri partecipanti che avevano comunque perso nel turno finale.

## Giocatori

### Teste di serie
1. Marinko Matosevic (qualificato)
2. Matthew Ebden (ultimo turno)
3. Yūichi Sugita (qualificato)
4. Tim Smyczek (ultimo turno)

1. Greg Jones (secondo turno)
2. Rajeev Ram (qualificato)
3. Denis Kudla (ultimo turno)
4. Nick Lindahl (primo turno, ritirato a causa di infortunio al polso)

### Qualificati
1. Marinko Matosevic
2. Rajeev Ram

1. Yūichi Sugita
2. Phillip Simmonds

## Tabellone qualificazioni

### Sezione 1
|  | Primo turno       | Primo turno       | Primo turno       | Primo turno | Primo turno |  |  | Secondo turno | Secondo turno     | Secondo turno     | Secondo turno | Secondo turno |   |    | Ultimo turno | Ultimo turno      | Ultimo turno | Ultimo turno | Ultimo turno |  |
|  |                   |                   |                   |             |             |  |  |               |                   |                   |               |               |   |    |              |                   |              |              |              |  |
|  |                   |                   |                   |             |             |  |  |               |                   |                   |               |               |   |    |              |                   |              |              |              |  |
|  |                   |                   |                   |             |             |  |  | 1             | Marinko Matosevic | Marinko Matosevic | 7             | 6             |   |    |              |                   |              |              |              |  |
|  | Jack Anton        | Jack Anton        | Jack Anton        | 2           | 2           |  |  |               | Mac Styslinger    | Mac Styslinger    | 5             | 0             |   |    |              |                   |              |              |              |  |
|  | Mac Styslinger    | Mac Styslinger    | Mac Styslinger    | 6           | 6           |  |  |               |                   |                   |               |               |   |    | 1            | Marinko Matosevic | 6            | 1            | 7            |  |
|  | Austin Smith      | Austin Smith      | Austin Smith      | 6           | 7           |  |  |               |                   | 7                 | Denis Kudla   | 1             | 6 | 63 |              |                   |              |              |              |  |
|  | Nathaniel Schnugg | Nathaniel Schnugg | Nathaniel Schnugg | 3           | 5           |  |  |               | Austin Smith      | Austin Smith      | 4             | 4             |   |    |              |                   |              |              |              |  |
|  |                   | Colin Fleming     | 5                 | 2           | r           |  |  | 7             | Denis Kudla       | Denis Kudla       | 6             | 6             |   |    |              |                   |              |              |              |  |
|  | 7                 | Denis Kudla       | 7                 | 3           |             |  |  |               |                   |                   |               |               |   |    |              |                   |              |              |              |  |

### Sezione 2
|  | Primo turno       | Primo turno       | Primo turno       | Primo turno | Primo turno |  |  | Secondo turno | Secondo turno     | Secondo turno     | Secondo turno | Secondo turno |   |   | Ultimo turno | Ultimo turno  | Ultimo turno  | Ultimo turno | Ultimo turno |  |
|  |                   |                   |                   |             |             |  |  |               |                   |                   |               |               |   |   |              |               |               |              |              |  |
|  |                   |                   |                   |             |             |  |  |               |                   |                   |               |               |   |   |              |               |               |              |              |  |
|  |                   |                   |                   |             |             |  |  | 2             | Matthew Ebden     | Matthew Ebden     | 6             | 6             |   |   |              |               |               |              |              |  |
|  | Kārlis Lejnieks   | Kārlis Lejnieks   | Kārlis Lejnieks   | 3           | 5           |  |  |               | Daniel Kosakowski | Daniel Kosakowski | 1             | 2             |   |   |              |               |               |              |              |  |
|  | Daniel Kosakowski | Daniel Kosakowski | Daniel Kosakowski | 6           | 7           |  |  |               |                   |                   |               |               |   |   | 2            | Matthew Ebden | Matthew Ebden | 64           | 3            |  |
|  | Nicolás Massú     | Nicolás Massú     | 3                 | 7           | 6           |  |  |               |                   | 6                 | Rajeev Ram    | Rajeev Ram    | 7 | 6 |              |               |               |              |              |  |
|  | Kevin King        | Kevin King        | 6                 | 65          | 4           |  |  |               | Nicolás Massú     | Nicolás Massú     | 3             | 65            |   |   |              |               |               |              |              |  |
|  |                   |                   |                   |             |             |  |  | 6             | Rajeev Ram        | Rajeev Ram        | 6             | 7             |   |   |              |               |               |              |              |  |
|  |                   |                   |                   |             |             |  |  |               |                   |                   |               |               |   |   |              |               |               |              |              |  |

### Sezione 3
|  | Primo turno     | Primo turno     | Primo turno     | Primo turno | Primo turno |  |  | Secondo turno | Secondo turno  | Secondo turno  | Secondo turno  | Secondo turno  |   |   | Ultimo turno | Ultimo turno  | Ultimo turno  | Ultimo turno | Ultimo turno |  |
|  |                 |                 |                 |             |             |  |  |               |                |                |                |                |   |   |              |               |               |              |              |  |
|  |                 |                 |                 |             |             |  |  |               |                |                |                |                |   |   |              |               |               |              |              |  |
|  |                 |                 |                 |             |             |  |  | 3             | Yūichi Sugita  | Yūichi Sugita  | 6              | 6              |   |   |              |               |               |              |              |  |
|  | Haydn Lewis     | Haydn Lewis     | Haydn Lewis     | 6           | 6           |  |  |               | Haydn Lewis    | Haydn Lewis    | 1              | 4              |   |   |              |               |               |              |              |  |
|  | Drake Bernstein | Drake Bernstein | Drake Bernstein | 1           | 4           |  |  |               |                |                |                |                |   |   | 3            | Yūichi Sugita | Yūichi Sugita | 6            | 6            |  |
|  | Olivier Sajous  | Olivier Sajous  | Olivier Sajous  | 6           | 6           |  |  |               |                |                | Olivier Sajous | Olivier Sajous | 2 | 3 |              |               |               |              |              |  |
|  | Alfredo Krywacz | Alfredo Krywacz | Alfredo Krywacz | 1           | 2           |  |  |               | Olivier Sajous | Olivier Sajous | 6              | 7              |   |   |              |               |               |              |              |  |
|  | WC              | Wil Spencer     | 64              | 6           |             |  |  | WC            | Wil Spencer    | Wil Spencer    | 4              | 5              |   |   |              |               |               |              |              |  |
|  | 8               | Nick Lindahl    | 7               | 3           | r           |  |  |               |                |                |                |                |   |   |              |               |               |              |              |  |

### Sezione 4
|  | Primo turno    | Primo turno      | Primo turno      | Primo turno | Primo turno |  |  | Secondo turno | Secondo turno    | Secondo turno    | Secondo turno    | Secondo turno |   |   | Ultimo turno | Ultimo turno | Ultimo turno | Ultimo turno | Ultimo turno |  |
|  |                |                  |                  |             |             |  |  |               |                  |                  |                  |               |   |   |              |              |              |              |              |  |
|  |                |                  |                  |             |             |  |  |               |                  |                  |                  |               |   |   |              |              |              |              |              |  |
|  |                |                  |                  |             |             |  |  | 4             | Tim Smyczek      | Tim Smyczek      | 6                | 6             |   |   |              |              |              |              |              |  |
|  | Gabriel Townes | Gabriel Townes   | Gabriel Townes   | 7           | 6           |  |  |               | Gabriel Townes   | Gabriel Townes   | 4                | 2             |   |   |              |              |              |              |              |  |
|  | Eric Graves    | Eric Graves      | Eric Graves      | 5           | 1           |  |  |               |                  |                  |                  |               |   |   | 4            | Tim Smyczek  | 7            | 3            | 2            |  |
|  | WC             | Guillermo Gómez  | Guillermo Gómez  | 4           | 4           |  |  |               |                  |                  | Phillip Simmonds | 65            | 6 | 6 |              |              |              |              |              |  |
|  |                | Phillip Simmonds | Phillip Simmonds | 6           | 6           |  |  |               | Phillip Simmonds | Phillip Simmonds | 6                | 7             |   |   |              |              |              |              |              |  |
|  |                |                  |                  |             |             |  |  | 5             | Greg Jones       | Greg Jones       | 3                | 62            |   |   |              |              |              |              |              |  |
|  |                |                  |                  |             |             |  |  |               |                  |                  |                  |               |   |   |              |              |              |              |              |  |